# Cristina Pérez (periodista)
Cristina Alejandra Pérez (San Miguel de Tucumán; 17 de agosto de 1973) es una periodista y conductora argentina. Desde 2002 forma parte de Telefe y además conduce Cristina sin vueltas en Radio Rivadavia.

## Carrera

### Televisión
Comenzó su carrera en 1990 en el Canal 5 ATS de la Provincia de Tucumán después de haber tenido varias experiencias radiales. Desde 1992 y hasta 1997 pasó a desempeñarse en la conducción de Nuevediario en el Canal 9 de Buenos Aires de Alejandro Romay. Entre 1997 y 1999 integró el Personal de 24 horas. Entre 1999 y 2001 fue la presentadora de Azul noticias a la medianoche para luego pasar a conducir la primera y segunda edición de Azul noticias con Juan Carlos Pérez Loizeau y Claudio Rígoli. Durante su paso por Azul TV, Pérez condujo el programa Zona de investigación junto a Néstor Machiavelli desde 2001 hasta 2002.
En agosto de 2002, con la llegada de Francisco Mármol a la dirección de los noticieros de Telefe, Pérez realizó su pase al canal para conducir junto a Rodolfo Barili la 2.ª edición de los servicios informativos de dicha cadena, edición que no salía al aire desde 1999.
En enero de 2008 sufrió un accidente en un restaurante, en el cual tropezó y cayó sobre su hombro lo que le provocó una tendinitis, esto la mantuvo alejada de la televisión por casi un año. Su recuperación la realizó en el exterior y volvió a la pantalla el 1 de diciembre del mismo año.
Escribió columnas de opinión en los diarios La Nación, Revista Noticias, Infobae y Perfil.com.
Como autora, publicó su primer libro de ficción en 2013, Cuentos inesperados (Sudamericana, 2013), una colección de historias donde el nombre de fantasía de los personajes define sus destinos. Ese mismo año publicó su primera novela de intriga El jardín de los delatores (P&J, 2013). Posteriormente, lanzó La dama oscura (P&J, 2021), consolidando su estilo narrativo centrado en el misterio y el suspenso. Tiempo de renacer (P&J 2023) es su cuarto libro, donde continúa explorando temas vinculados a la identidad y la transformación personal.
En 2016, colaboró con BBC Mundo.
Sus trabajos en los medios incluyen Radio del Plata, Canal 9 (Azul noticias y Zona de investigación), Revista Gente, Perfil.com, CBS Telenoticias, Ciudad Abierta TV, La Estrella Digital de Madrid y varios más.
Recibió 5 Premios Tato por mejor conducción de noticiero y labor periodística, un Martín Fierro por el programa Zona de investigación,  internacional Woman to Watch [cita requerida] Junto a Telefe noticias, lleva ganados cuatro Martín Fierro como mejor noticiero durante su desempeño en la conducción.
En 2023 condujo el especial Janucá para la TVP y abandona el rol de la conducción en Telefe noticias a las 20 con miras a un proyecto propio y pasando a ser columnista del noticiero. En 2024 ganó un Martín Fierro de Oro.
En 2025, conduce un informativo diario en LN+.

### Radio
Radio Del Plata
- Cristina en el país de las maravillas
- Aires de tarde

Radio Mitre
- Confesiones
- Confesiones en la noche

Radio Rivadavia
- Cristina sin vueltas

## Vida personal
Cristina es fanática del fútbol, y en particular de Club Atlético Vélez Sarsfield, club del cual es hincha.
En diciembre de 2010 se separó de Jorge Pérez Bello, ejecutivo del grupo Telefónica y quien fuera su pareja por diez años. Cristina Pérez y Gustavo Grobocopatel, empresario sojero, estuvieron desde 2016 en pareja y pusieron fin a su relación luego de poco más de un año. Más tarde estuvo en pareja con el empresario textil Yoel Freue, del cual anunció su separación el 17 de abril de 2020.
Luego comenzó una relación sentimental con Luis Petri, un abogado y político dirigente de la Unión Cívica Radical nacido en Mendoza, quien fue nombrado ministro de Defensa de la Nación durante el gobierno de Javier Milei.
Cristina es hermana de la periodista Lorena Pérez, quien conducía el noticiero central de Canal 8 Tucumán, del Grupo Telefe.
Forma parte de Fopea (Foro de Periodismo Argentino), agrupación de periodistas.

## Premios y nominaciones
2024, ganadora del  Martín Fierro de Oro por Telefe Noticias.
| Premios Martín Fierro | Premios Martín Fierro             | Premios Martín Fierro             | Premios Martín Fierro         | Premios Martín Fierro |        |
| Año                   | Categoría                         | Trabajo nominado                  | Resultado                     | Ref.                  |        |
| --------------------- | --------------------------------- | --------------------------------- | ----------------------------- | --------------------- | ------ |
| 2011                  | Mejor labor periodística femenina | Telefe Noticias - Segunda edición | Ganadora                      | [ 10 ]                | [ 11 ] |
| 2013                  | Mejor labor periodística femenina | Telefe Noticias - Segunda edición | Mejor conducción de noticiero | Nominada              | [ 12 ] |
| 2015                  | Ganadora                          | Telefe Noticias - Segunda edición | Mejor conducción de noticiero | [ 13 ]                |        |
| 2016                  | Ganadora                          | Telefe Noticias - Segunda edición | Mejor conducción de noticiero | [ 14 ]                |        |
| 2022                  | Mejor noticiero central           | Telefe Noticias - Segunda edición | Ganadora                      | [ 15 ]                |        |

| Premios Martín Fierro de Radio | Premios Martín Fierro de Radio      | Premios Martín Fierro de Radio | Premios Martín Fierro de Radio | Premios Martín Fierro de Radio |
| Año                            | Categoría                           | Trabajo Nominado               | Resultado                      | Ref.                           |
| ------------------------------ | ----------------------------------- | ------------------------------ | ------------------------------ | ------------------------------ |
| 2018                           | Mejor programa nocturno, diario, AM | Confesiones en la Noche        | Ganadora                       | [ 10 ]                         |
| 2018                           | Mejor labor periodística femenina   | Confesiones en la Noche        | Ganadora                       | [ 11 ]                         |

| Premios Tato | Premios Tato                      | Premios Tato                      | Premios Tato | Premios Tato |
| Año          | Categoría                         | Trabajo Nominado                  | Resultado    | Ref.         |
| ------------ | --------------------------------- | --------------------------------- | ------------ | ------------ |
| 2011         | Mejor labor periodística femenina | Telefe Noticias - Segunda edición | Ganadora     | [ 10 ]       |
| 2012         | Mejor labor periodística femenina | Telefe Noticias - Segunda edición | Ganadora     | [ 11 ]       |
| 2013         | Mejor conducción de noticiero     | Telefe Noticias - Segunda edición | Nominada     | [ 12 ]       |
| 2015         | Mejor conducción de noticiero     | Telefe Noticias - Segunda edición | Ganadora     | [ 13 ]       |
| 2016         | Mejor conducción de noticiero     | Telefe Noticias - Segunda edición | Ganadora     | [ 14 ]       |